# 高階仲行
高階 仲行（たかしな の なかゆき）は、平安時代末期の廷臣。大膳大夫・高階仲範の子。官位は従五位上・蔵人。

## 経歴
早くより藤原忠実、頼長父子に近侍し、保延元年（1135年）に頼長の前駆を、永治元年（1141年）には高陽院藤原泰子（忠実の娘）の蔵人を勤める。久安4年（1148年）には頼長の家司、同5年（1149年）にはその子師長の家司となる。
保元元年（1156年）の保元の乱によって頼長が敗死し、忠実が奈良の知足院に逼塞して後も、引き続き忠実の傍近くに仕えた。主にこの時期の忠実の談話を仲行が筆録した『富家語』は、有職故実などを現代に伝える史料の一つとして貴重である。
応保2年（1162年）に忠実が没した後は出家し、四天王寺の周辺に居住したと言われる。治承3年（1179年）に卒去。享年59。

## 系譜
- 父：高階仲範
- 母：不詳
- 妻：不詳
  - 男子：高階仲基
  - 男子：高階仲国